# Jumarování
Jumarování je z lingvistického i odborného hlediska nesprávný výraz pro metodou výstupu po laně, která se používá v horolezectví, speleologii, stromolezení a při výškových pracích.
Spočívá v používání dvou blokantů (jumarů či jümarů) – mechanických pomůcek (svírek), které se posunují po laně pouze jedním směrem (tedy vzhůru) a lezec mezi nimi střídavě přenáší váhu.
Existuje několik uspořádání a druhů blokantů, které se používají v různých situacích. Mezi nejvýznamnější výrobce těchto pomůcek patří firmy Petzl a Kong, v České republice Singing Rock.

## Závody
V rychlostním výstupu po laně se také pořádají závody, které mají zejména mezi jeskyňáři již dlouholetou tradici. V Českém krasu je nejznámější soutěž Chlumochod, pořádaná Speleologickým klubem Praha, na stránkách závodů se evidují rekordy. Mistrovství v průmyslovém lezení Sambar steel pořádá na Kladně firma Sambar ve spolupráci s výrobcem Singing Rock, mimo jumaorvání zde závodí také jednotlivci v průmyslovém lezení a týmy v záchraně zraněného. Mezi podobné závody patří Mistrovství ČR ve stromolezení a mezinárodní závody v průmyslovém lezení v Německu.
Závodí se na 33 m a 80 m. Nejlepší časy se pohybují okolo 40 s (33 m) a 4 min (80 m). Současný rekord, který činí 34,48 s, drží Richard Matouš - od roku 2009. S každým rokem se ale nejlepší časy snižují, protože se závodní podobě této metody výstupu věnuje stále více lidí a závody dostávají vyšší úroveň. Zároveň je ale potřeba zmínit, že tito závodníci se zaměřují pouze na jednorázový rychlostní výstup, nikoliv na komplexní zvládnutí jednolanové techniky.